# 鹿屋駅
鹿屋駅（かのやえき）は、かつて鹿児島県鹿屋市共栄町にあった日本国有鉄道（国鉄）大隅線の駅（廃駅）。鹿屋市の中心駅であったが、大隅線の廃止に伴い、1987年（昭和62年）3月14日に廃駅となった。

## 歴史

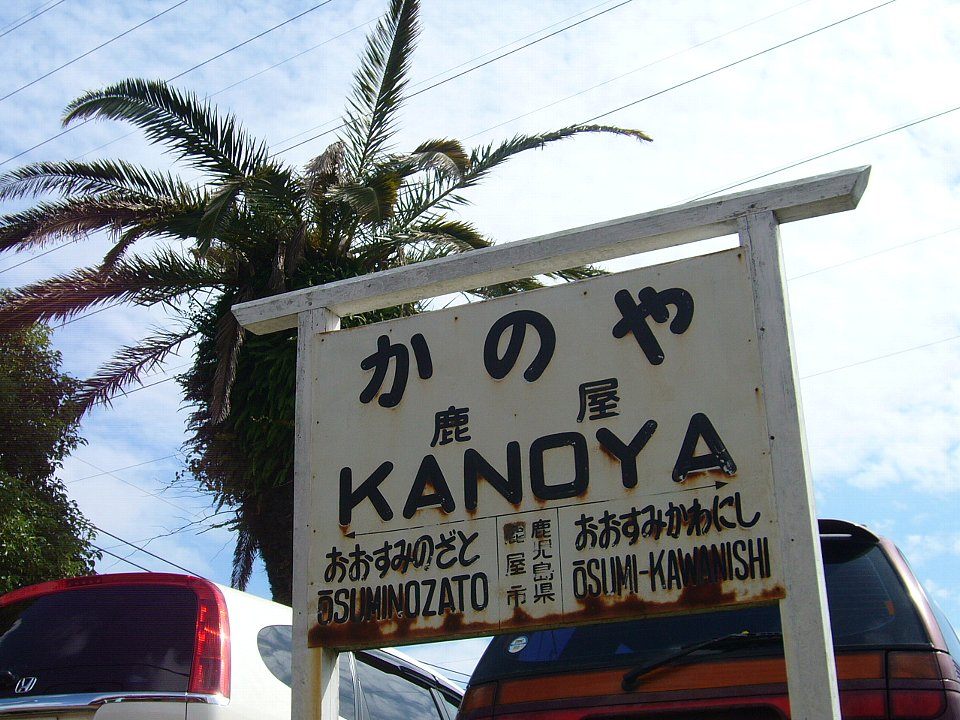
駅名標（2006年10月）

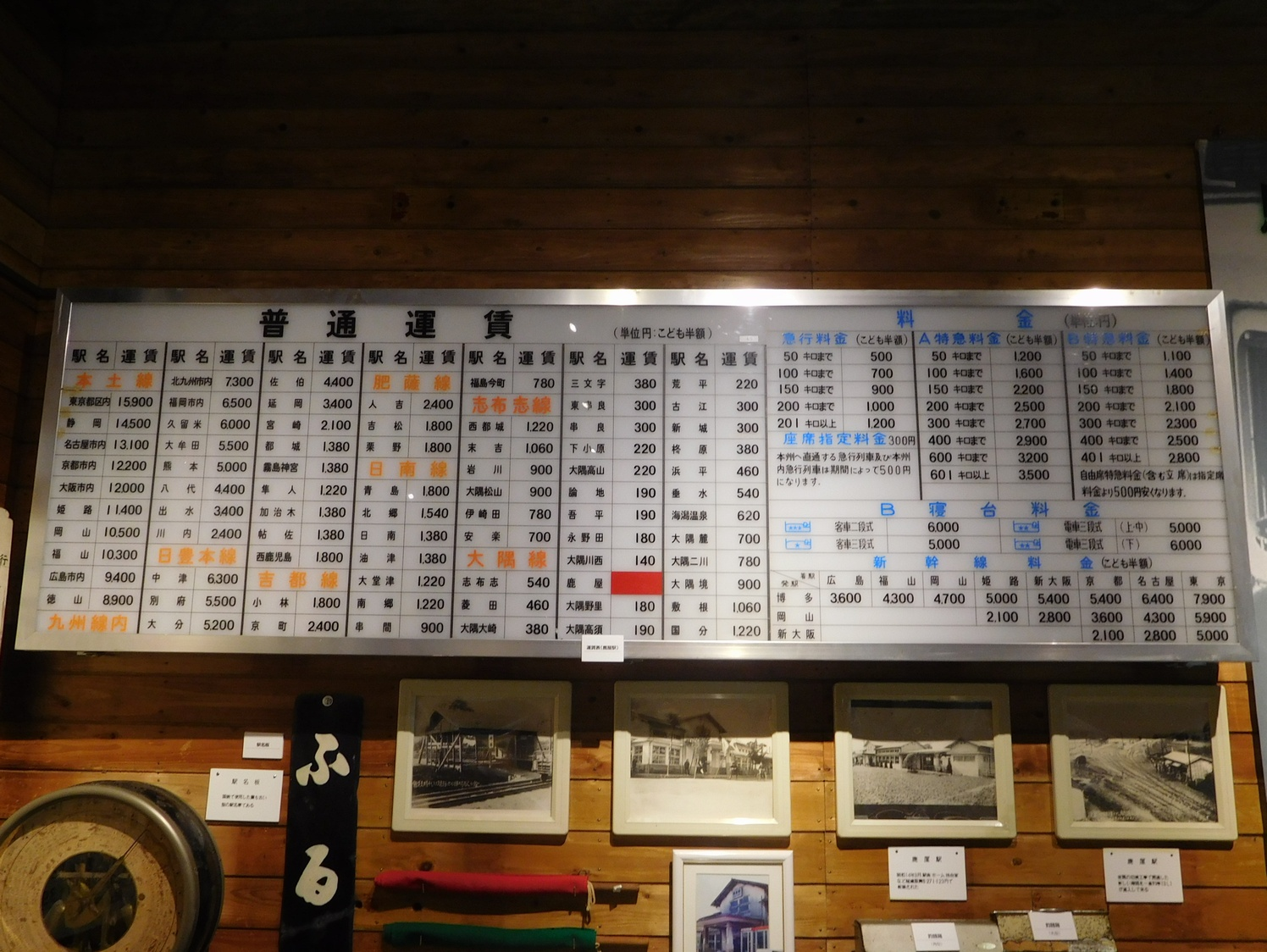
運賃表（鹿屋市鉄道記念館に保存）

1915年（大正4年）7月11日、南隅軽便鉄道（1916年〈大正5年〉に大隅鉄道に改称）の駅として開設された。南隅軽便鉄道は、この地方の中心都市であった鹿屋を海岸と結び、航路に連絡することで鹿児島市など他の地方へつなげることを目的とし、当初は古江との連絡を考えていたが、工費の都合で高須と鹿屋の間を開通させた。この時点では、762 mm軌間の軽便鉄道で、他の鉄道と接続していない、孤立した鉄道路線であった。またこの時点では、現在の鹿屋市向江町付近に駅が位置していた。
その後さらに内陸方面へ延伸され、1920年（大正9年）12月23日に高山まで開通した。この際に、鹿屋駅では折り返し運転をする構造となった。大隅鉄道はその後、古江から串良までの営業を行うようになったが、鉄道敷設法に基づく国鉄の鉄道敷設予定線と重なったこともあり、1935年（昭和10年）6月1日に国有化されて、国鉄・古江線の駅となった。
国鉄は、志布志駅から西に線路を伸ばして古江線との接続工事を進め、これに伴って一時的に古江西線と呼ばれる時期もあった。1938年（昭和13年）10月10日に、大隅鉄道線だった区間の1,067 mm軌間への改軌工事を含めた改良が完成し、鹿屋駅は移転した上で、Ω状の線路を繋いで折り返し運転を解消した。
1972年（昭和47年）9月9日に全線が開通し、古江線が大隅線に改称されて、当駅は大隅線の駅となった。しかし、大隅線は特定地方交通線に指定され、1987年（昭和62年）3月14日に廃線となった。それに伴い、当駅も廃駅となってその役目を終えた。

### 年表
- 1915年（大正4年）7月11日：南隅軽便鉄道（1916年に大隅鉄道に改称）の駅として、高須駅（のちの大隅高須駅） - 鹿屋駅間開通時に開業[1]。762 mm軌間の軽便鉄道。当時の駅所在地は現在の鹿屋市向江町。
- 1920年（大正9年）12月23日：高山駅（のちの大隅高山駅）まで延伸、折り返し配線の中間駅となる。
- 1935年（昭和10年）6月1日：大隅鉄道が国有化され[1]、国鉄古江線の駅となる。
- 1936年（昭和11年）10月23日：古江線の路線名改称により、古江西線の駅となる。
- 1938年（昭和13年）10月10日：駅を移転しスイッチバックを解消する。1,067 mm軌間へ改軌。古江東線と古江西線が統合され、古江線に再改称されたことに伴い、同線の駅となる。
- 1949年（昭和24年）6月4日：昭和天皇の戦後巡幸があり、鹿屋駅発、志布志駅着のお召し列車が運行[2]。
- 1972年（昭和47年）9月9日：志布志駅 - 国分駅間全通に伴い古江線が大隅線に改称され、大隅線の駅となる。
- 1982年（昭和57年）11月15日：貨物取扱廃止[1]。
- 1984年（昭和59年）2月1日：荷物扱い廃止[1]。
- 1987年（昭和62年）3月14日：大隅線の全線廃止に伴い、廃駅となる[1]。

## 駅構造

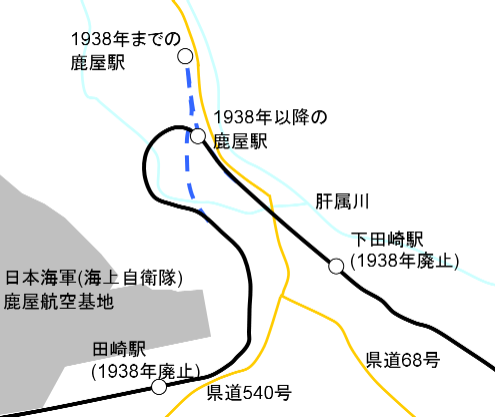
鹿屋駅周辺の変遷

大隅線の中心的な存在の駅であり、志布志起点32.0 kmに位置していた。廃止時点では、1面2線の島式ホームを有する列車交換可能駅であった。また、多くの側線を持っており、廃止時点まで直営駅であった。駅舎よりも、線路の方が高い位置にあった点が特徴といえる。
付近の大きな特徴として、駅の北方で線路がほぼ180°カーブするΩ状の線路配置になっていたことが挙げられる。これは、路線建設時の経緯によりそれまで当駅がスイッチバック方式であったことを解消したためである。1938年（昭和13年）10月10日に改軌・移転するまでは現在の鹿屋市向江町付近に駅があり、高須方面と高山方面を直通運転する列車は鹿屋駅で進行方向が変わっていた。この折り返し運転を解消するために、駅を移転した上で線路を付け替えたものである。大隅線の廃止後もこの付け替え後の線路跡は多くが道路化されており、地図上で明瞭に識別可能である。

## 現状

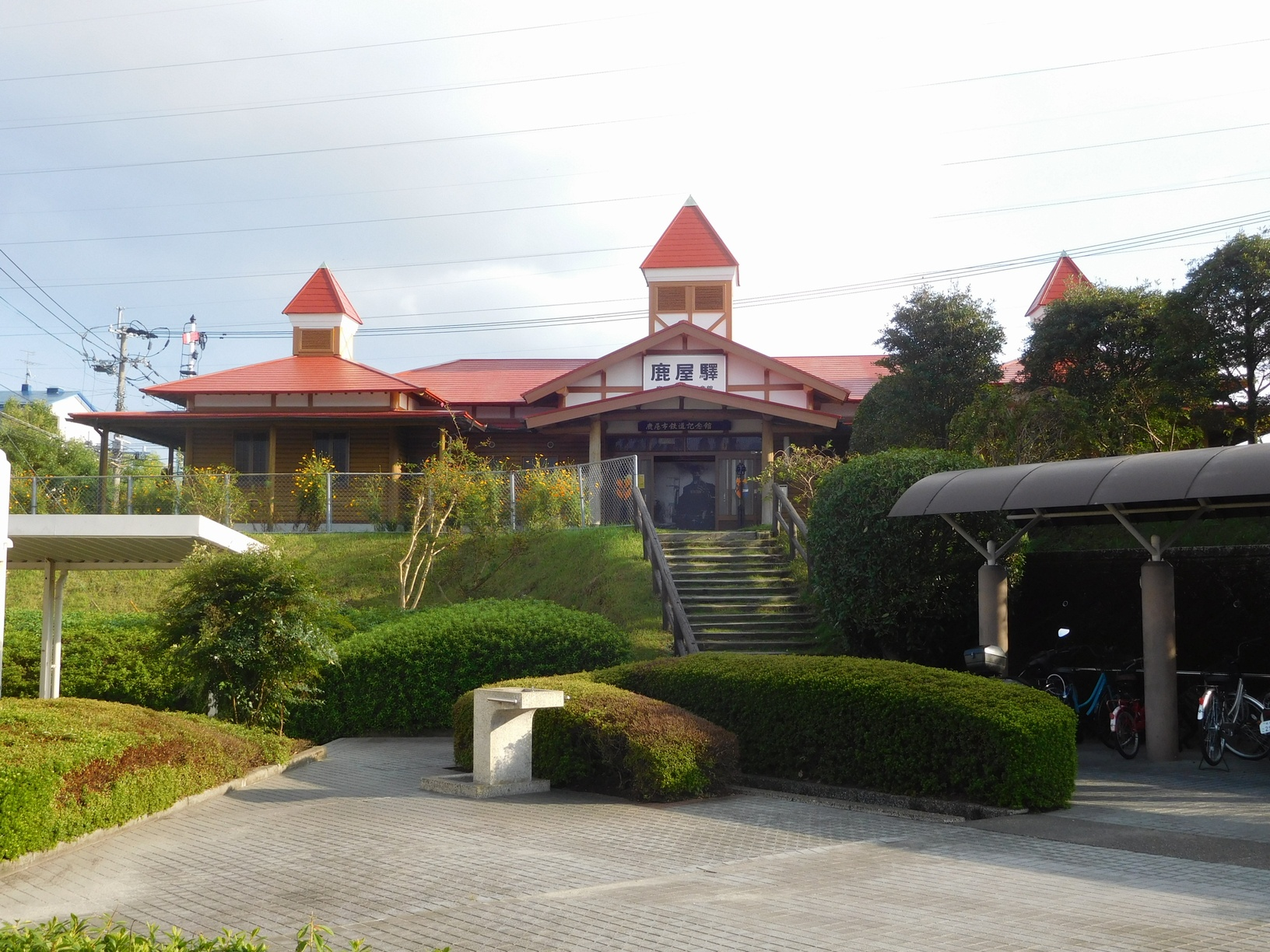
鹿屋市鉄道記念館（2016年改装後）

跡地には鹿屋市役所が移転している。また、隣接した場所に1988年（昭和63年）9月28日に鹿屋市鉄道記念館が開館している。敷地面積7,660 平方メートルに木造平屋建て137 平方メートルの記念館となっており、国鉄キハ20系気動車や駅名標などが保存されている。総工費は3036万4000円であった。
2016年（平成28年）9月30日に記念館の改装オープンの記念式典が行われ、新たに「鹿屋驛」の愛称が付けられた他、2015年（平成27年）に閉館となった吾平町鉄道資料館（吾平駅跡）の展示物も加わっている。

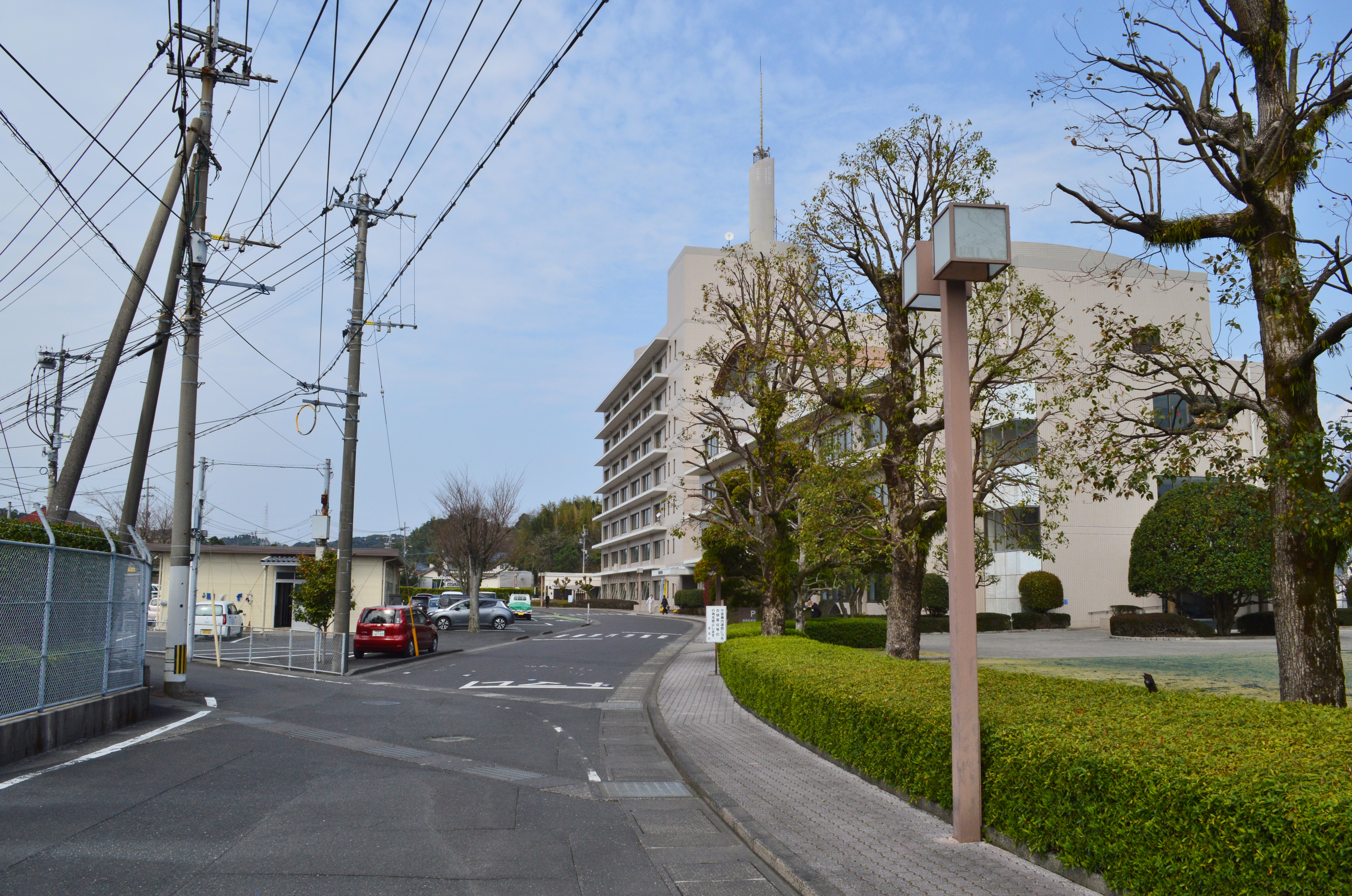
鹿屋駅跡地
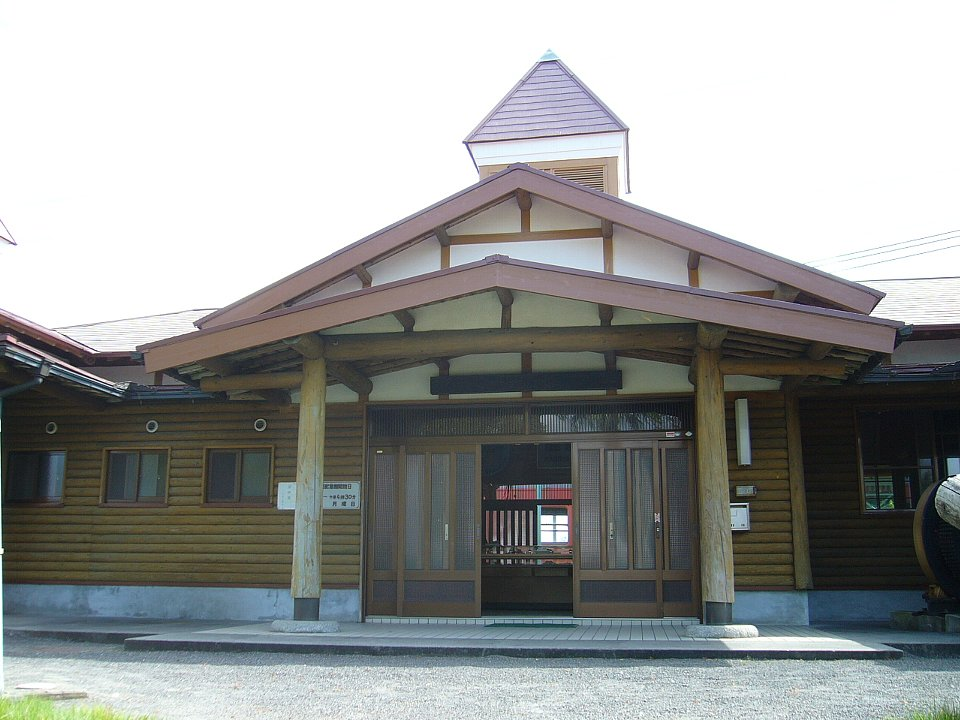
鹿屋市鉄道記念館（2006年時点）
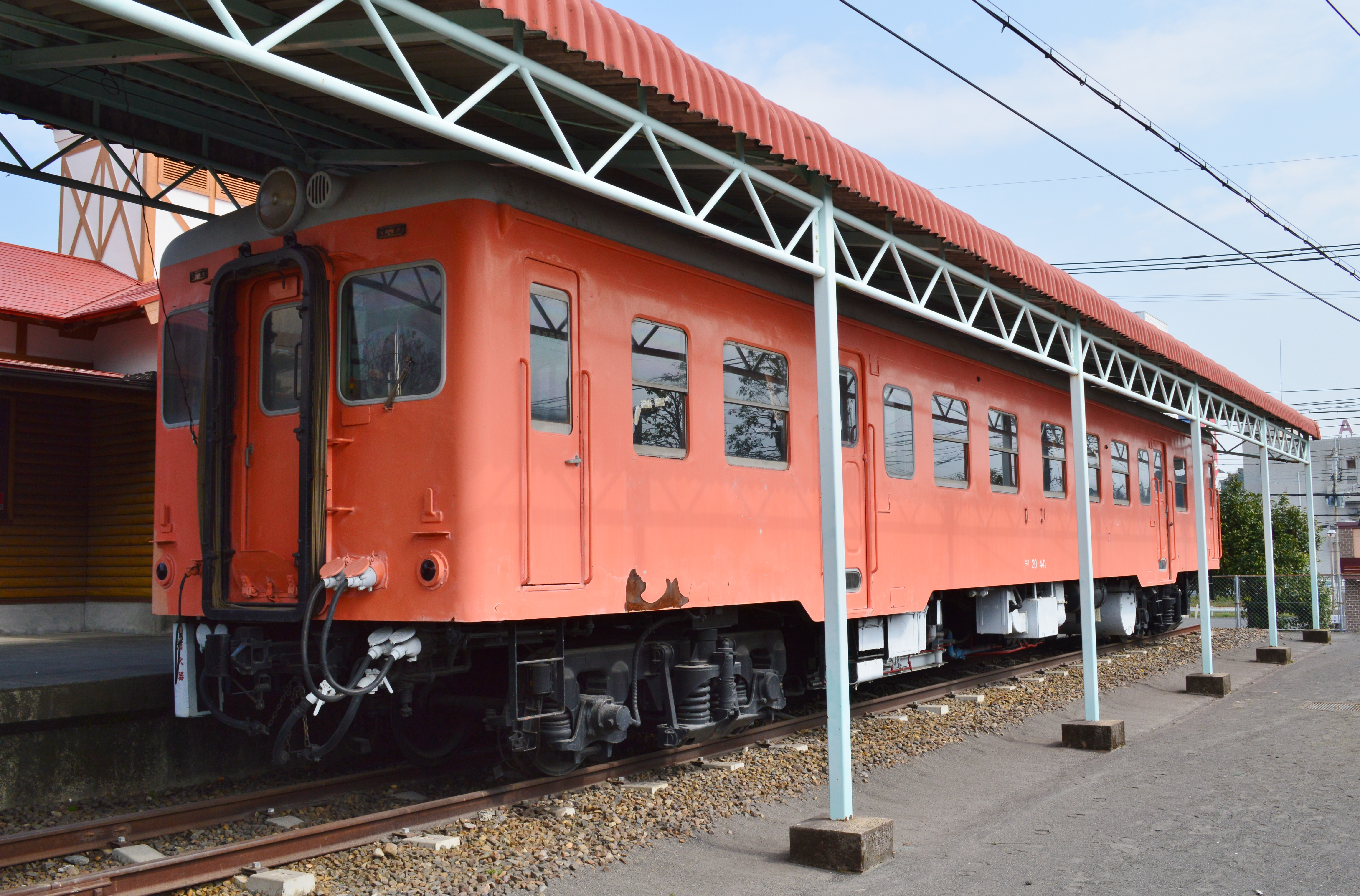
キハ20 441
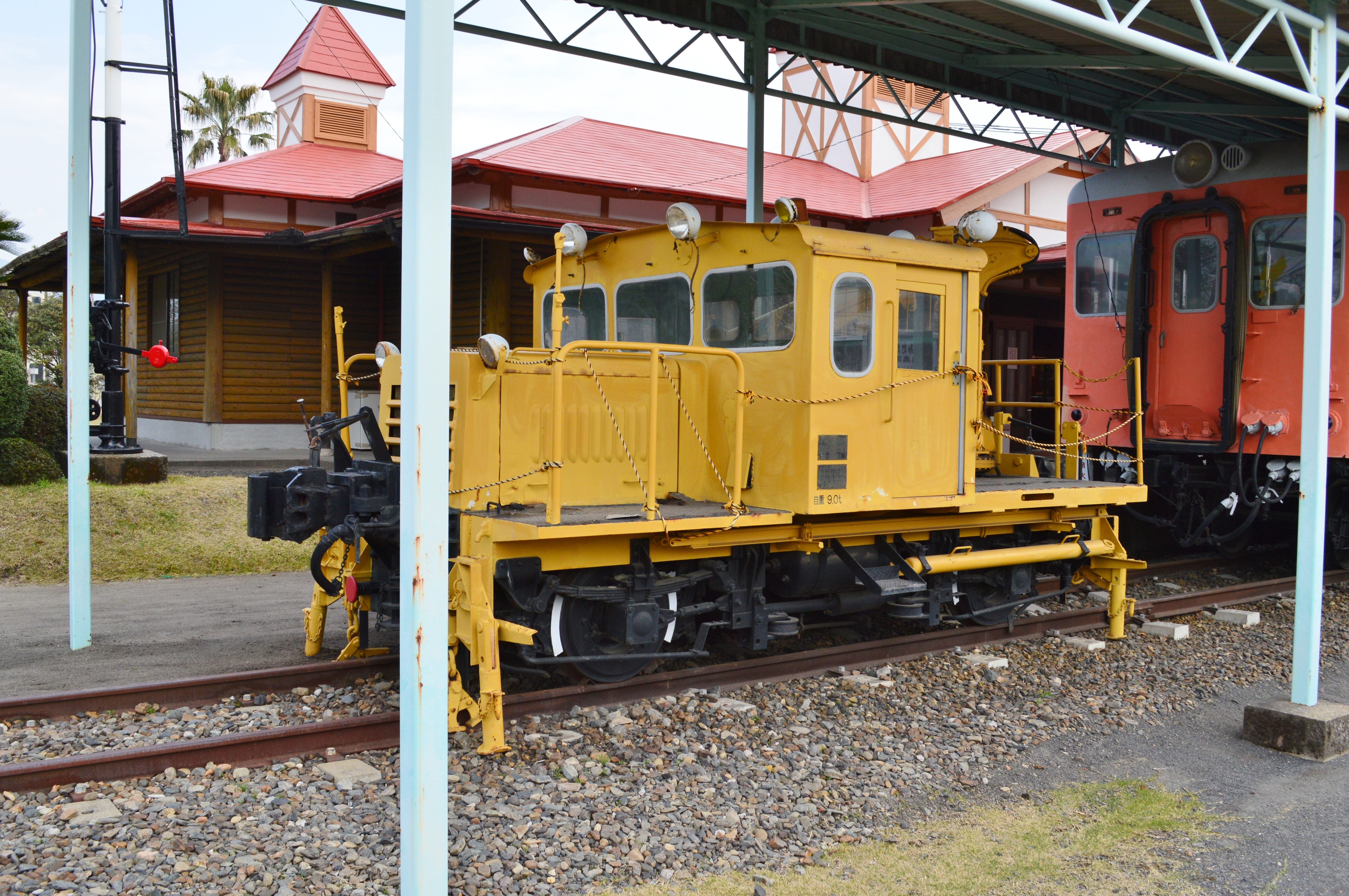
作業車
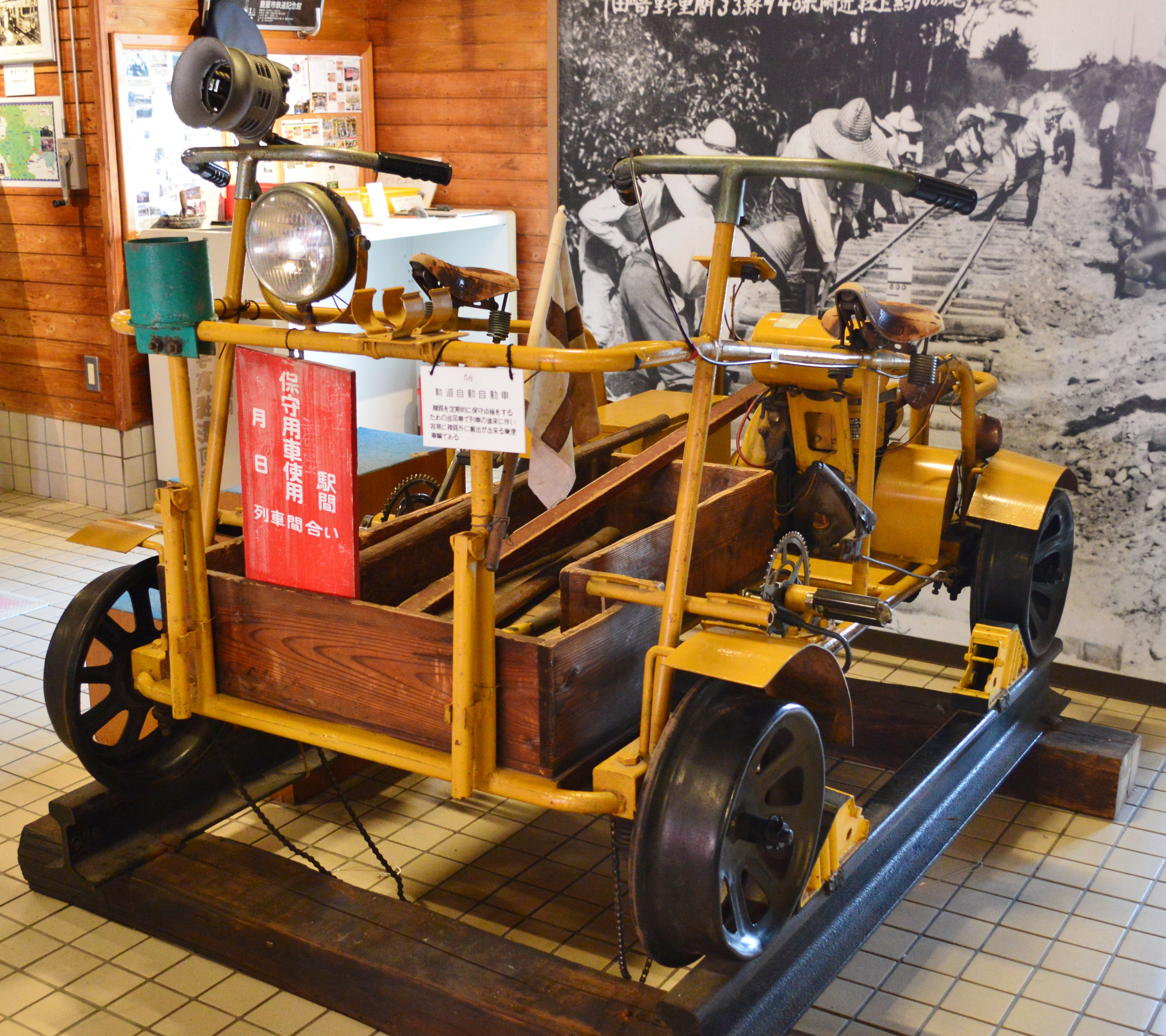
軌道自動自転車

## 隣の駅
日本国有鉄道
大隅線
大隅川西駅 - 鹿屋駅 - 大隅野里駅
- 1938年（昭和13年）10月10日に改軌・移転するまで、大隅川西駅との間には下田崎駅が、大隅野里駅との間には田崎駅が、それぞれ存在した。